# Ulice zla (album)
Ulice zla debitanski je studijski album splitskog heavy metal sastava Ultimatum.  Album je objavljen 2004. godine, a objavila ga je diskografska kuća Croatia Records.

## Popis pjesama
| 1.    | »Divlja mačka«            | 3:38 |
| 2.    | »Ulice zla«               | 3:33 |
| 3.    | »Mojoj ljubavi«           | 4:50 |
| 4.    | »Pet čupavih«             | 4:59 |
| 5.    | »Labud«                   | 4:07 |
| 6.    | »Groblje vojnika«         | 5:28 |
| 7.    | »Pobjesnjelo more«        | 4:11 |
| 8.    | »Apostoli Rock 'n' Rolla« | 3:21 |
| 9.    | »Anđel«                   | 9:32 |
| 43:39 |                           |      |

## Zasluge
Ultimatum
- Mihovil Čerina – gitara
- Mate Vukorepa – vokali
- Ante "Cliff" Barić – bubnjevi
- Božo Piteša – gitara
- Goran Maretić – bas-gitara